# Relations entre l'Arabie saoudite et les États-Unis
Les relations entre l'Arabie saoudite et les États-Unis font référence aux relations bilatérales entre l'Arabie saoudite et les États-Unis, qui ont commencé en 1933 lorsque des relations diplomatiques complètes ont été établies et ont été officialisées dans l'accord d'assistance mutuelle de 1951. Malgré les différences entre les deux pays — une monarchie absolue islamique ultraconservatrice et une république assurant la liberté politique religieuse — les deux pays sont alliés. Les anciens présidents George W. Bush et Barack Obama entretiennent des relations étroites et solides avec les hauts responsables de la famille royale saoudienne. Le document d'alliance le plus récent est le communiqué de Jeddah.
Depuis le début des relations modernes entre les États-Unis et l'Arabie saoudite en 1945, les États-Unis ont été disposés à ignorer bon nombre des aspects les plus controversés du royaume tant qu'il maintenait la production de pétrole et soutenait les politiques de sécurité nationale des États-Unis. Depuis la Seconde Guerre mondiale, les deux pays ont été alliés dans la lutte contre le communisme, pour assurer la stabilité des prix du pétrole, des champs pétroliers et du transport maritime du golfe Persique, ainsi que la stabilité des économies des pays occidentaux où les Saoudiens ont investi. En particulier, les deux pays se sont alliés contre les Soviétiques en Afghanistan et lors de la guerre du Golfe au cours de laquelle les forces menées par les États-Unis ont repoussé l'armée irakienne hors du Koweït en 1991. Les deux pays ont été en désaccord au sujet de l'État d'Israël, ainsi que lors de l'embargo des États-Unis et de ses alliés par l'Arabie saoudite et d'autres exportateurs de pétrole du Moyen-Orient pendant la crise pétrolière de 1973, lors de l'invasion de l'Irak menée par les États-Unis en 2003 (à laquelle l'Arabie saoudite s'est opposée), certains aspects de la « guerre contre le terrorisme » et au sujet de ce que beaucoup perçoivent aux États-Unis comme l'influence pernicieuse de l'Arabie saoudite après les attentats du 11 septembre 2001.
Depuis les années 2010, en particulier l'administration de Barack Obama, les relations entre les deux pays se sont tendues et ont connu un déclin majeur. Cependant, la relation a été renforcée par le voyage du président Donald Trump en Arabie saoudite en mai 2017, qui était son premier voyage à l'étranger après sa nomination en tant que président des États-Unis,,.
Malgré la forte relation entre les deux pays, les sondages d'opinion entre les deux nations montrent des sentiments négatifs entre le peuple américain et le peuple saoudien dans les années 2000-2010, en particulier les sentiments américains envers le royaume du désert. Un sondage des Saoudiens par Zogby International (2002) et de la BBC (entre octobre 2005 et janvier 2006) a révélé que 51 % des Saoudiens avaient des sentiments hostiles envers le peuple américain en 2002. En 2005/2006, l'opinion publique saoudienne était fortement divisée avec 38 % de vues positives de l'influence américaine et 38 % de vues négatives. En 2012, les étudiants saoudiens formaient le quatrième groupe d'étudiants internationaux étudiant aux États-Unis, représentant 3,5 % de tous les étrangers poursuivant des études supérieures aux États-Unis. Un sondage de décembre 2013 a révélé que 57 % des Américains interrogés avaient une opinion défavorable de l'Arabie saoudite et 27 % favorable.

## Histoire

### Premières relations: reconnaissance

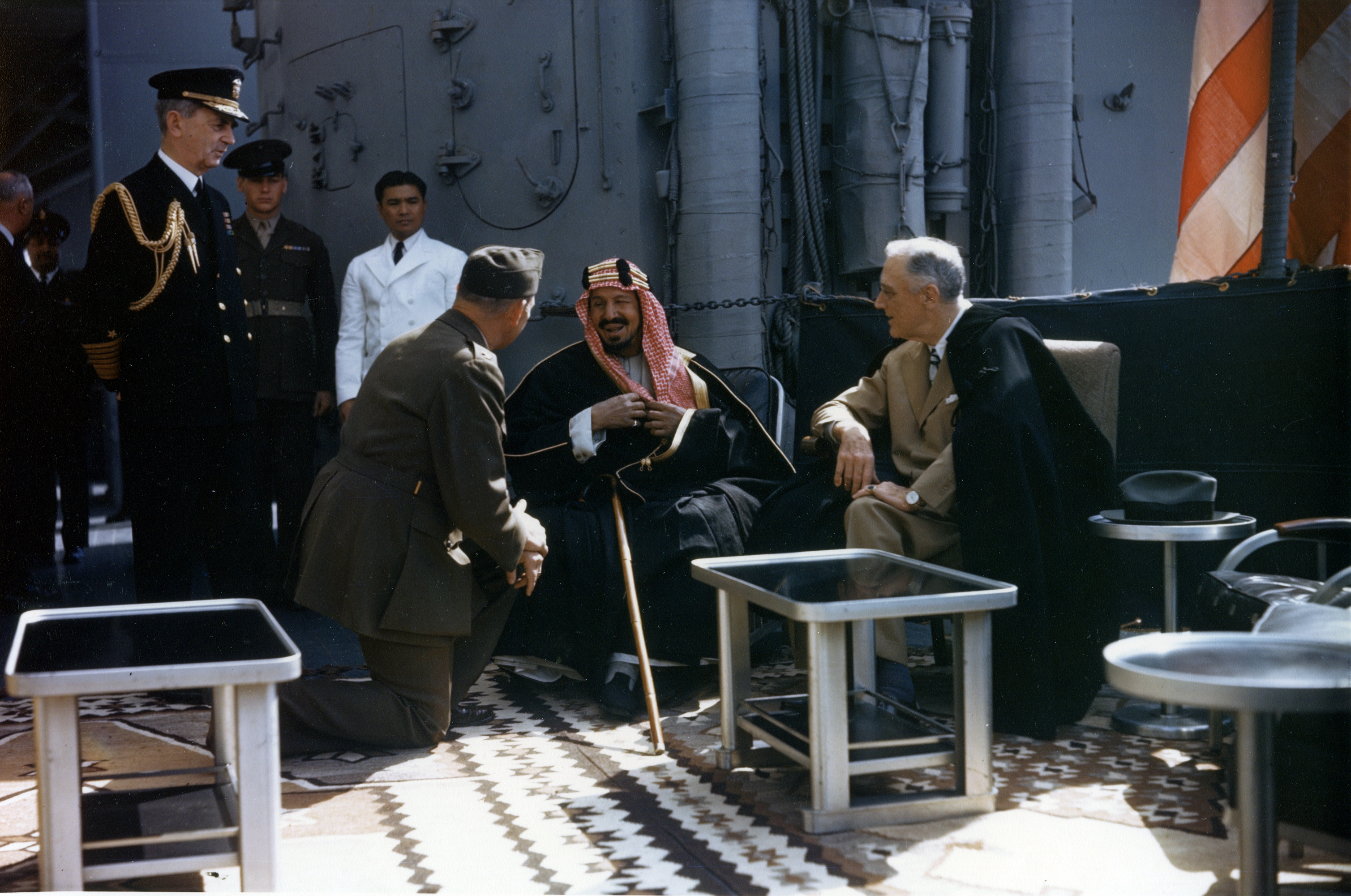
le roi Ibn Séoud s'entretient avec le président Franklin D. Roosevelt à bord du croiseur, après la Conférence de Yalta en 1945.

Bien que le roi Abdelaziz ben Abderrahmane Al Saoud, dit Ibn Séoud, le fondateur de l'Arabie saoudite en 1901, ait eu une excellente relation avec les Britanniques qui ont défendu l'Arabie saoudite contre les Turcs, il a finalement développé des liens encore plus étroits avec les États-Unis. Après avoir unifié son pays, le 28 septembre 1928, Ibn Séoud entreprit d'obtenir la reconnaissance internationale de l'Arabie saoudite. Le Royaume-Uni fut le premier pays à reconnaître l'Arabie saoudite en tant qu'État indépendant, les Britanniques protégeant les territoires saoudiens des Turcs depuis de nombreuses années. Ibn Séoud espérait également être reconnu par les États-Unis, qui à l'époque n'avaient aucun intérêt en Arabie saoudite. Au début, ses efforts ont été repoussés, mais Washington a fini par revenir, favorisé par le fait qu'Ibn Séoud avait obtenu la reconnaissance de nombreuses nations. En mai 1931, les États-Unis reconnaissent officiellement l'Arabie saoudite en accordant une pleine reconnaissance diplomatique. Dans le même temps, Ibn Séoud avait accordé une concession à la société américaine Standard Oil of California, leur permettant d'explorer le pétrole dans la province orientale du pays, Al-Hassa. La société a donné au gouvernement saoudien 35 000 £ et a également payé divers frais de location et des redevances.
En novembre 1931, un traité est signé par les deux nations qui comprenait le statut de nation favorisée. Cependant, les relations étaient encore faibles, car l'Amérique n'avait pas intérêt à établir des missions en Arabie saoudite: à l'époque, les affaires saoudiennes étaient gérées par la délégation américaine au Caire, en Égypte, et les États-Unis n'ont envoyé aucun ambassadeur résident dans le pays avant 1943.
Les relations entre l'Arabie saoudite et les États-Unis d'Amérique ont été renforcées économiquement en 1933, tandis que la Standard Oil of California a obtenu une concession pour explorer les terres saoudiennes pour le pétrole. La filiale de cette société, la California Arabian Standard Oil Company, qui deviendra plus tard Saudi Aramco prouva que l'exploration était fructueuse en 1938 après avoir découvert du pétrole pour la première fois. Les relations entre les deux nations se sont renforcées au cours de la prochaine décennie, établissant une relation diplomatique complète grâce à l'acceptation symbolique d'un envoyé américain en Arabie saoudite. Le président Franklin D. Roosevelt rencontra le roi Abdelaziz à bord du croiseur USS Quincy en 1945, solidifiant officiellement l'amitié entre les deux nations. L'Arabie saoudite prouva sa volonté d'entretenir des relations en restant neutre pendant la Seconde Guerre mondiale et en permettant aux puissances alliées d'utiliser leur espace aérien.

### Après la Seconde Guerre mondiale
En 1963 le prince héritier Fayçal avait confié « Depuis 1943, je considère que les intérêts de mon pays et de ma communauté sont les mêmes que ceux des États-Unis. Nous ne différons en rien de fondamental... Après Allah nous avons confiance en l’Amérique ».
En 1973, lors du premier choc pétrolier consécutif à la guerre du Kippour, l'Arabie saoudite continue secrètement de fournir du pétrole aux États-Unis qui l'utilisent lors de la guerre du Viêt Nam.
Pendant l'invasion soviétique de l'Afghanistan, l'Arabie saoudite finance les moudjahidine avec l'accord des États-Unis et fait baisser le cours du pétrole pour nuire à l'économie soviétique.

### Depuis 2017

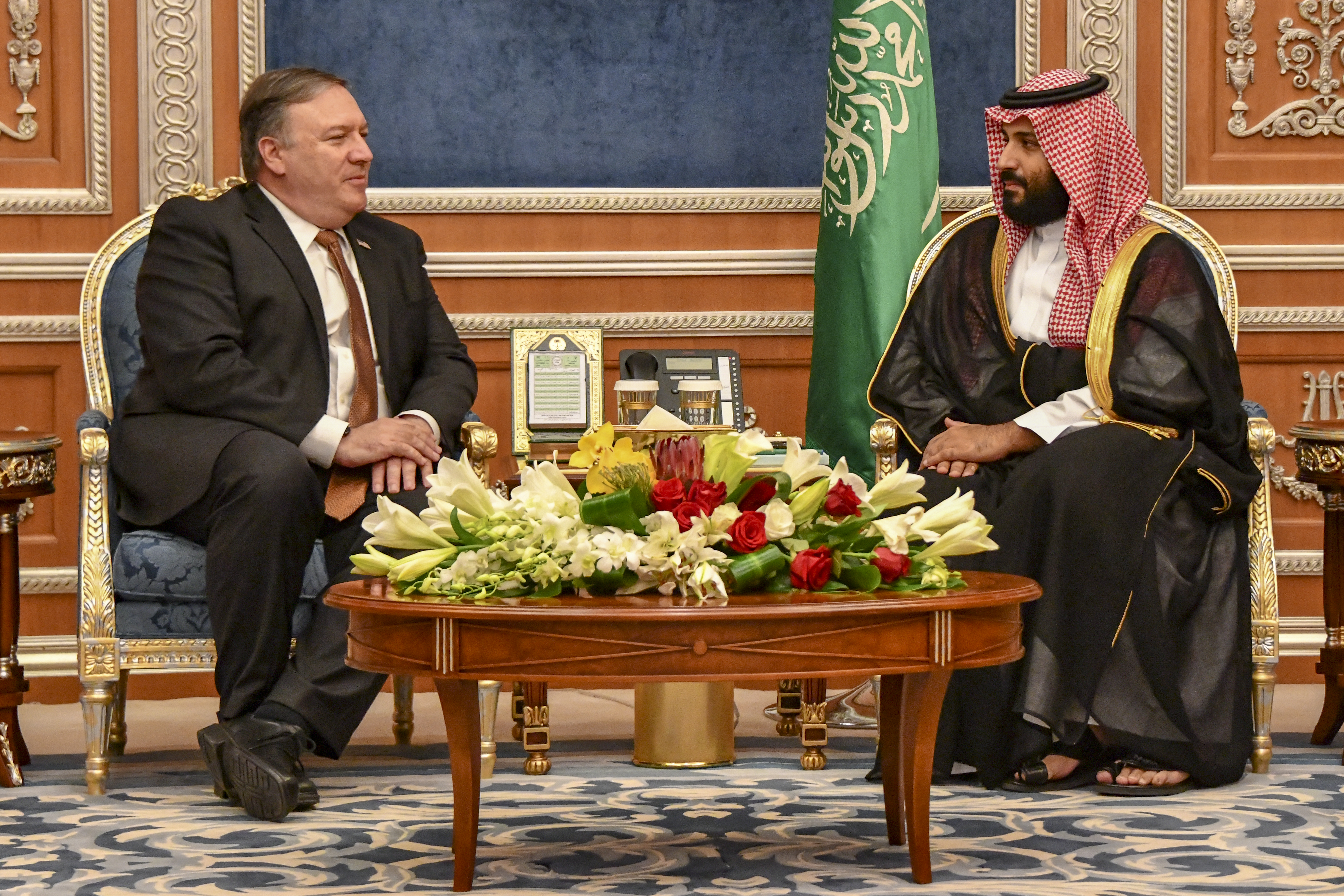
Le 16 octobre 2018 à Riyad, rencontre entre le secrétaire d'État américain Mike Pompeo et le prince saoudien Mohammed ben Salmane pour discuter du cas Khashoggi.

En octobre 2018, l'affaire Jamal Khashoggi met les États-Unis dans une situation difficile alors que Donald Trump et son gendre, Jared Kushner, partagent un lien personnel et officiel fort avec Mohammed ben Salmane. Lors d'une interview, Trump promet d'aller au fond de l'affaire et qu'il y aurait des « sanctions sévères » si le royaume saoudien était impliqué dans la disparition ou l'assassinat du journaliste. Une réponse contrariée vient du ministère saoudien des Affaires étrangères disant que si l'Arabie saoudite « reçoit une action, elle répondra par une action plus importante », mentionnant « le rôle influent et vital du royaume riche en pétrole dans l'économie mondiale ».
Après des semaines de déni, l'Arabie saoudite accepte la mort de Khashoggi au consulat saoudien à Istanbul lors d'une « bagarre ». Adel al-Joubeir, le ministre des Affaires étrangères, décrit la mort du journaliste comme un « meurtre » et une « énorme erreur », mais il nie savoir où se trouvait le corps. À la suite de l'affaire, les États-Unis promettent de révoquer les visas des ressortissants saoudiens responsables de la mort de Khashoggi. Le 20 octobre, Donald Trump dit juger les explications saoudiennes crédibles et déclare « préférer que nous n'utilisions pas, comme représailles, l'annulation de l'équivalent de 110 milliards de dollars de travail, ce qui veut dire 600 000 emplois ».
En 2019, les frappes de drones et de missiles par des forces pro-iraniennes contre des sites pétroliers saoudiens en 2019 suspendent temporairement 5 % de l’approvisionnement énergétique mondial. Ces attaques ne suscitent aucune réponse militaire de la part des États-Unis. Cette absence de réponse américaine pose alors la question de la garantie de sécurité américaine du point de vue saoudien.
Le 2 décembre 2020, le département d'État américain donne son feu vert à 1,55 milliard de dollars de ventes d'armes à l'Arabie saoudite et décide également de prolonger le programme de formation de 350 millions de dollars pour l'armée saoudienne pendant 5 ans, y compris les salaires de l'armée américaine, du gouvernement américain et des ressortissants étrangers. les membres du personnel, les frais administratifs, le soutien logistique, les taxes et les futurs coûts de transition pour déplacer USMTM vers un nouvel emplacement dans le royaume. Son objectif est de former, de conseiller et d'aider l'armée saoudienne, l'une des mieux financées au monde et un acheteur important d'armes américaines. Cette relation avait été mise en lumière aux États-Unis en raison du rôle de premier plan de l'Arabie saoudite dans la guerre sanglante au Yémen, où des dizaines de milliers de civils avaient été tués et des violations des droits humains.
Le 26 février 2021, le bureau de la directrice du renseignement national américain déclassifie un rapport de la Central Intelligence Agency datant de 2018, dans lequel il est mentionné que Mohammed Ben Salmane est le commanditaire de l'assassinat de Khashoggi, et qu'il l'a « validé ». Les États-Unis mettent alors en place une interdiction d'accès à leur territoire contre 76 Saoudiens accusés d'être impliqués dans cette affaire, à l'exception de Mohammed ben Salmane,.
Alors que l'Invasion de l'Ukraine par la Russie en 2022 entraîne une flambée des prix du pétrole, Joe Biden tente vainement de convaincre les Émirats arabes unis et l'Arabie saoudite d'augmenter leur production. Les relations entre les États-Unis et l'Arabie saoudite se sont refroidies sous l'administration Biden. Les problèmes incluent la relance de l'accord sur le nucléaire iranien ; le manque de soutien des États-Unis à l'intervention saoudienne dans la guerre civile au Yémen et son refus d'ajouter les Houthis à sa liste de groupes terroristes et la question de l'immunité légale pour le prince Mohammed, qui fait face à des poursuites judiciaires pour le meurtre du journaliste saoudien Jamal Khashoggi par une équipe de tueurs à gages saoudienne dans son consulat d'Istanbul. Pendant la campagne électorale, Joe Biden avait juré de traiter le royaume comme un État « paria », affirmant qu'il y a « très peu de valeur sociale rédemptrice dans le gouvernement actuel en Arabie saoudite »,.
En juillet 2022, la visite de Joe Biden au Moyen-Orient et notamment sa tentative de relance de la relation détériorée avec l’Arabie Saoudite, lui vaut des critiques, qui lui reprochent de mettre sous le tapis la question des droits humains et s’achève sans apporter de résultats tangibles. Il est reçu à son arrivée à l’aéroport de Djeddah par le gouverneur de la Mecque, Khalid al-Faisal, une personnalité politique secondaire, ce qui est interprété comme un signe clair de la froideur des relations entre les deux pays. L'objectif principal de la visite visant à obtenir de la part du gouvernement saoudien un engagement clair en faveur d’une augmentation de la production pétrolière qui permettrait de maîtriser les cours du brut, échoue, Riyad souhaitant simplement préserver la stabilité du marché énergétique mondial sans augmenter la production de manière significative. De plus, la volonté américaine d’officialiser la création d’une alliance militaire régionale qui comprendrait les six pays arabes du Golfe (Arabie saoudite, Émirats arabes unis, Oman, Qatar, Bahreïn et Koweït), ainsi que l’Égypte, la Jordanie et l’Irak pour faire face à l’Iran et ses alliés – ne se concrétise pas après que l’Arabie saoudite a balayé cette hypothèse. Le contexte régional a en effet changé : les gouvernements iraniens et saoudiens ont renoué les fils du dialogue, l’Arabie saoudite souhaitant réduire les tensions avec Téhéran et trouver une entente directe, notamment sur le dossier yéménite.
Selon The Guardian, Edelman, une entreprise américaine de relations publiques, signé de 9,6 millions de dollars en accord avec le gouvernement saoudien au cours des 4 dernières années pour nettoyer l'image du royaume. En outre, plusieurs autres entreprises américaines, dont McKinsey & Company, Boston Consulting Group, Hogan Lovells et Qorvis Communications, font des travaux de relations publiques pour désinfecter l'image du Royaume,.
En mars 2023, l'Arabie saoudite et l'Iran annoncent, à Pékin, le rétablissement de leurs relations diplomatiques après sept ans de rupture. Le rapprochement entre les deux pays est analysé comme une victoire symbolique pour la Chine et comme l'illustration du recul de l’influence américaine dans la région. Néanmoins, les responsables de l’administration Biden perçoivent favorablement ce rétablissement des relations entre Riyad et Téhéran.
En août 2024, L'administration Biden lève partiellement l'interdiction de trois ans sur les ventes d'armes américaines à l'Arabie saoudite.